# Deerfield (Illinois)
Deerfield és una població dels Estats Units a l'estat d'Illinois. Segons el cens del 2000 tenia 18.420 habitants.

## Demografia
Segons el cens del 2000, Deerfield tenia 18.420 habitants, 6.420 habitatges, i 5.161 famílies. La densitat de població era de 1.297,8 habitants/km².
Dels 6.420 habitatges en un 43,9% hi vivien nens de menys de 18 anys, en un 73% hi vivien parelles casades, en un 6% dones solteres, i en un 19,6% no eren unitats familiars. En el 17,8% dels habitatges hi vivien persones soles el 8,6% de les quals corresponia a persones de 65 anys o més que vivien soles. El nombre mitjà de persones vivint en cada habitatge era de 2,81 i el nombre mitjà de persones que vivien en cada família era de 3,21.
Per edats la població es repartia de la següent manera: un 30,6% tenia menys de 18 anys, un 3,7% entre 18 i 24, un 26,8% entre 25 i 44, un 26% de 45 a 60 i un 13% 65 anys o més.
L'edat mediana era de 40 anys. Per cada 100 dones de 18 o més anys hi havia 88,5 homes.
La renda mediana per habitatge era de 107.194 $ i la renda mediana per família de 118.683 $. Els homes tenien una renda mediana de 90.226 $ mentre que les dones 48.450 $. La renda per capita de la població era de 50.664 $. Aproximadament l'1,3% de les famílies i l'1,6% de la població estaven per davall del llindar de pobresa.

## Poblacions més properes
El següent diagrama mostra les poblacions més properes.